# امانوئل چکاناواریان
امانوئل چکناواریان (ارمنی: Էմանուել Ճգնավորյան؛ زادهٔ ۲۲ آوریل ۱۹۹۵ مصادف با ۲ اردیبهشت ۱۳۷۴) موسیقی‌دان ایرانی-ارمنی‌تبار اهل اتریش است. امانوئل پسر دوم موسیقیدان بزرگ ایرانی لوریس چکناواریان میباشد. 

## زندگی‌نامه
در ۲۲ آوریل ۱۹۹۵ در وین زمانی که پدرش لوریس چکناواریان با خانواده اش در اتریش بود به دنیا آمد. چکناواریان در سن ۵ سالگی شروع به نواختن ویولن نمود. وی در سن ۷ سالگی نخستین کنسرت عمومی را اجرا نمود. دوسال بعد در نتیجه یک کنسرت موسیقی کمک هزینه تحصیلی از سوی بنیاد ولادیمیر اسپیواکف به وی اعطا گردید. این بورسیه منجربه اجرای کنسرت در تالار بزرگ کنسرواتوار دولتی چایکوفسکی مسکو شد. در ژوئن ۲۰۱۴ چکناواریان از مدرسه قلب مقدس در وین فارغ‌التحصیل شد.